# Kanton La Verpillière
La Verpillière ist seit 1790 ein französischer Wahlkreis in den Arrondissements La Tour-du-Pin und Vienne im Département Isère und in der Region Auvergne-Rhône-Alpes. Hauptort ist La Verpillière.

## Gemeinden
Der Kanton besteht aus 16 Gemeinden mit insgesamt 47.526 Einwohnern (Stand: 2022) auf einer Gesamtfläche von 224,74 km²:
| Gemeinde                   | Einwohner 1. Januar 2022 | Fläche km² | Dichte Einw./km² | Code INSEE | Postleitzahl | Arrondissement |
| -------------------------- | ------------------------ | ---------- | ---------------- | ---------- | ------------ | -------------- |
| Artas                      | 1.815                    | 14,15      | 128              | 38015      | 38440        | Vienne         |
| Bonnefamille               | 1.094                    | 9,43       | 116              | 38048      | 38090        | La Tour-du-Pin |
| Chamagnieu                 | 1.775                    | 13,70      | 130              | 38067      | 38460        | La Tour-du-Pin |
| Charantonnay               | 1.993                    | 11,00      | 181              | 38081      | 38790        | Vienne         |
| Diémoz                     | 2.915                    | 13,72      | 212              | 38144      | 38790        | Vienne         |
| Frontonas                  | 2.116                    | 12,65      | 167              | 38176      | 38290        | La Tour-du-Pin |
| Grenay                     | 1.632                    | 7,20       | 227              | 38184      | 38540        | Vienne         |
| Heyrieux                   | 4.824                    | 13,95      | 346              | 38189      | 38540        | Vienne         |
| La Verpillière             | 7.643                    | 6,64       | 1.151            | 38537      | 38290        | La Tour-du-Pin |
| Oytier-Saint-Oblas         | 1.733                    | 14,30      | 121              | 38288      | 38780        | Vienne         |
| Roche                      | 2.189                    | 20,14      | 109              | 38339      | 38090        | La Tour-du-Pin |
| Saint-Georges-d’Espéranche | 3.500                    | 24,65      | 142              | 38389      | 38790        | Vienne         |
| Saint-Just-Chaleyssin      | 2.678                    | 13,95      | 192              | 38408      | 38540        | Vienne         |
| Saint-Quentin-Fallavier    | 6.182                    | 22,83      | 271              | 38449      | 38070        | La Tour-du-Pin |
| Satolas-et-Bonce           | 2.540                    | 16,80      | 151              | 38475      | 38290        | La Tour-du-Pin |
| Valencin                   | 2.897                    | 9,63       | 301              | 38519      | 38540        | Vienne         |
| Kanton La Verpillière      | 47.526                   | 224,74     | 211              | 3826       | –            | –              |

Bis zur Neuordnung bestand der Kanton La Verpillière aus den sieben Gemeinden: Bonnefamille, Chèzeneuve, Four, Roche, Saint-Quentin-Fallavier, Satolas-et-Bonce und La Verpillière.  